# The Grease Band
The Grease Band foi uma banda de rock formada pelos músicos de apoio de Joe Cocker. Lançou dois álbuns na década de 1970. É provavelmente mais conhecida por sua performance de "With a Little Help from My Friends" no Festival de Woodstock em 1969.

## Discografia
- The Grease Band (Shelter, 1971)
- Amazing Grease (Goodear, 1975)